# Трифазна токова система
Трифазната токова система е разпространен начин за генерация, пренос и разпределение на електрическа енергия. Тя е вид многофазна токова система и най-често използваният метод за пренос на електроенергия чрез електроснабдителни мрежи. Използва се и за захранване на мощни електромотори в транспорта, промишлеността и други съоръжения изискващи големи мощности.
В общия случай трифазната система е по-икономична от еквивалентна монофазна със същото фазово напрежение, защото използва по-малко проводим материал за да пренесе определено количество електроенергия. Трифазната система е разработена независимо от Галилео Ферарис, Михаил Доливо-Доброволский, Йонас Венстрьом и Никола Тесла към края на 1880-те години.

## Основни величини

### Трифазни величини
В трифазните електрически вериги се наблюдават следните величини:
- фазово напрежение – напрежението между кой да е линеен проводник и нулевия проводник (или звезден център);
- линейно напрежение – напрежението между два линейни проводника;
- фазов ток – токът, който протича във фазата;
- линеен ток – токът, който протича в линейния проводник.

Величините имат следната зависимост:
{\displaystyle g_{1}=G_{1}\sin(\omega t+\varphi _{1})}
{\displaystyle g_{2}=G_{2}\sin(\omega t+\varphi _{1}+{\tfrac {2}{3}}\pi )}
{\displaystyle g_{3}=G_{3}\sin(\omega t+\varphi _{1}+{\tfrac {4}{3}}\pi )}
, където {\displaystyle g} е съответната величина (ток или напрежение), а {\displaystyle t} е времето.

### Трифазни балансирани и небалансирани системи
Една система с трифазни величини е балансирана, ако и трите величини (синусоидални времеви функции) имат една и съща амплитуда:
{\displaystyle G_{1}=G_{2}=G_{3}=G}
Лесно е да се провери, че в този случай:
{\displaystyle g_{1}+g_{2}+g_{3}=0}
В противния случай трифазната система е небалансирана и тази сума вече е различна от нула.
Често за напрежението и тока се замества амплитудата с неин израз – функция на ефективна стойност:
- {\displaystyle V_{i}{\sqrt {2}}} за напрежението
- {\displaystyle I_{i}{\sqrt {2}}} за тока

### Преки и обратни трифазни системи
Ако трите напрежения преминават през стойността 0 в реда: {\displaystyle v_{1}}, {\displaystyle v_{2}}, {\displaystyle v_{3}}, {\displaystyle v_{1}}, …, трифазната система е пряка и се описва по следния начин:
{\displaystyle v_{1}=V_{1}{\sqrt {2}}\sin(\omega t+\varphi _{1})}
{\displaystyle v_{2}=V_{2}{\sqrt {2}}\sin(\omega t+\varphi _{1}-{\tfrac {2}{3}}\pi )}
{\displaystyle v_{3}=V_{3}{\sqrt {2}}\sin(\omega t+\varphi _{1}-{\tfrac {4}{3}}\pi )}
Ако трите напрежения преминават през стойността 0 в реда: {\displaystyle v_{1}}, {\displaystyle v_{3}}, {\displaystyle v_{2}}, {\displaystyle v_{1}}, …, трифазната система е обратна и се описва по следния начин:
{\displaystyle v_{1}=V_{1}{\sqrt {2}}\sin(\omega t+\varphi _{1})}
{\displaystyle v_{2}=V_{2}{\sqrt {2}}\sin(\omega t+\varphi _{1}+{\tfrac {2}{3}}\pi )}
{\displaystyle v_{3}=V_{3}{\sqrt {2}}\sin(\omega t+\varphi _{1}+{\tfrac {4}{3}}\pi )}
За да се обърне реда на фазите, тоест да се премине от пряк към обратен ред или реципрочно (например за да се обърне въртенето на трифазен двигател) е достатъчно да се размени свързването на две фази.

## Принцип на действие
В симетрична трифазна система три проводника пренасят променлив ток на една и съща честота и напрежение, но с фазова разлика ⅓ от периода. Поради фазовата разлика, напрежението на даден проводник достига своя връх при една трета от периода. Тази характеристика предоставя постоянно електрозахранване към балансиран линеен товар. Също така позволява създаването на въртящо се магнитно поле в електромотор и генерирането на други фазови отмествания, използвайки трансформатори.
Трифазните системи най-често биват симетрични. Въпреки че е възможно да се проектира и приложи асиметрична трифазна система (т.е. с различни напрежения или фазово отместване), те не се използват в практиката, защото им липсват най-важните предимства на симетричните системи.
При трифазните системи, захранващи балансиран и линеен товар, сумата на моментните стойности на тока на трите проводника е нула. С други думи, токът във всеки проводник е равен на сумата на токовете в другите два проводника, но с обратен знак. Обратният път за тока в кой да е проводник е, всъщност, другите два проводника.

### Предимства
Сравнено с монофазна променливотокова захранваща система, която използва два проводника (фаза и нула), трифазно захранване без нула и със същото линейно напрежение може да пренесе три пъти повече електроенергия, използвайки едва 1,5 пъти повече проводници (три, вместо два). Оттук, съотношението капацитет към проводим материал се удвоява. Същото съотношение може да бъде достигнато и с централно заземена монофазна система.
Постоянният пренос на електроенергия и взаимното анулиране на токовете на теория е възможно с всякакъв брой (по-голям от 3) фази, поддържащи съотношението двойно по-голямо от това при монофазните системи. От една страна двуфазната електроенергия води до по-малко гладък въртящ момент в двигателите, което означава, че поддържането на уравновесен пренос на енергия е проблем. От друга страна, повече от три фази ненужно усложнява инфраструктурата.
Трифазните системи могат да съдържат и четвърти проводник. Това се изпълнява главно при разпределението на ниско напрежение. Това е неутралният проводник (нула). Нулата позволява три отделни монофазни захранвания да бъдат снабдени с напрежение и често се използва за захранването на групи битови уреди, които са монофазни товари. Контактите се подреждат така, че да са възможно най-отдалечени във всяка група и еднакво количество електроенергия да бъде извличано от всяка фаза. По-нататък в електроразпределителната мрежа токовете обикновено са добре балансирани. Трансформаторите могат да бъдат свързвани по такъв начин, че да имат първична намотка с три проводника и вторична намотка с 4 проводника, така позволявайки включването на небалансирани товари.
Трифазното захранване има свойства, които го правят много желано в системите за разпределение на електрическа енергия:
- Фазовите токове се анулират един друг и имат сбор равен на нула при линейни балансирани товари. Това позволява да се намали размера на неутралния проводник, който пренася малко или никакъв ток. При балансиран товар всички фазови проводници пренасят еднакъв ток и могат да бъдат еднакви по размер.
- Енергийният трансфер към линеен балансиран товар е постоянен, което помага да се намалят генераторните и моторните вибрации.
- Трифазните системи могат да пораждат въртящо се магнитно поле със специфична посока и постоянна големина, което опростява проектирането на електрическите мотори.
- Сумата от мощностите на отделните фази в трифазната система не приема нулеви стойности, което я прави ефективна.

Почти всички домакински товари са монофазни. В много страни е възможно трифазно захранване на жилищни блокове, но домакинските товари се свързват само към една фаза. В слабо населените райони може да се използва само една фаза за електроразпределение. Някои по-мощни домакински уреди, като електрически печки или сушилни могат да се захранват от две или три фази, вместо една, за да се намали големината на тока, така че на домакинствата с такива уреди трябва да бъдат предоставени повече от една фаза.

### Последователност на фазите
Инсталирането на три фази обикновено се идентифицира чрез цветови кодове, които варират според държавата. Свързването на фазите в правилен ред е нужно, за да се осигури предвидената посока на въртене на трифазните двигатели. Например, помпите и вентилаторите не могат да работят на заден ход. Поддържането на еднаквостта на фазите е необходимо, ако съществува възможност два източника да бъдат свързани по едно и също време. Директното свързване на две фази води до късо съединение.

## Произвеждане и разпределение
| [[Image:Hawkins Electrical Guide - 3phase Elementary 6wire.jpg\|250px\|alt=Вляво: трифазен алтернатор с 6 проводника, при когото всяка фаза използва различна двойка преносни проводници. Вдясно: трифазен алтернатор с 3 проводника, показващ как фазите могат да споделят само три проводника. | Вляво: трифазен алтернатор с 6 проводника, при когото всяка фаза използва различна двойка преносни проводници. Вдясно: трифазен алтернатор с 3 проводника, показващ как фазите могат да споделят само три проводника. ]] |  |  |
| Вляво: трифазен алтернатор с 6 проводника, при когото всяка фаза използва различна двойка преносни проводници. Вдясно: трифазен алтернатор с 3 проводника, показващ как фазите могат да споделят само три проводника.                                                                            | |  |  |

В електрическата централа генератор превръща механичната енергия в набор от три променливи тока, по един от всяка намотка на генератора. Намотките са подредени така, че токовете да се променят синусоидално, по един от всяка намотка на генератора. Самите намотки са подредени по такъв начин, че токовете да варират синусоидално с една и съща честота, но с изместени максимуми и минимуми на вълната, за да се предоставят три допълнителни тока с разлика във фазата равна на ⅓ от периода (120° или 2π⁄3 rad). Честотата на генератора обикновено е 50 или 60 Hz, според държавата.
В електроцентралата трансформаторите повишават напрежението от генераторите до ниво, подходящо за пренос на електроенергия, и с цел да се намалят загубите. След по-нататъшни преобразувания на напрежението в мрежата, то се трансформира в стандартното за използване, преди да се предостави на потребителите.
Повечето автомобилни алтернатори генерират трифазен променлив ток и го изправят чрез мост на Грец.

## Свързване на трансформатори
Трансформаторна намотка, свързана в тип „делта“ (Δ, триъгълник), е свързана между фазите на трифазна система. Свързването тип „звезда“ (Y) свързва всяка намотка от фазов проводник до обща неутрална точка. Може да се използва един трифазен трансформатор или три монофазови трансформатора.
При „отворена делта“ (V) се използват само два трансформатора. Затворена делта, съставена от три монофазни трансформатора може да работи като отворена делта, в случай че единия от трансформаторите спре да работи или е премахнат. При отворена делта всеки трансформатор трябва да пренася ток за съответните си фази, както и тока за трета фаза, следователно капацитетът е намален до 87%. С един липсващ трансформатор и два работещи на 87% ефективност, капацитетът е 58% (⅔ от 87%).
Там, където дадена делта система трябва да бъде заземена, за да се засече разсейването на ток или за защита от прекалено високо напрежение, може да се използва заземяващ трансформатор, който отвежда разсейването на ток от коя да е фаза към земята. Друга възможност е делта системата да се заземи при единия от контактите на трансформаторите.

## Вериги с три и четири проводника
Двете основни трифазни конфигурации са звезда (Y) и делта (Δ). Както се вижда от картинката, делта конфигурацията се нуждае от три проводника за пренос, но звездата има нужда от четвърти проводник. Четвъртият проводник служи за нула и обикновено е заземен. При тези конфигурации не се взима предвид заземителния проводник, който се използва над повечето далекопроводи и служи само за защита от неизправност и не пренася никакъв ток при нормални условия.
Система с четири проводника и симетрично линейно напрежение се получава, когато нула се свърже към общия звезден център на захранващите намотки. В тази система трите фази имат еднакво напрежение, сравнено с нулата. Звездната конфигурация се използва, когато имаме нужда от гъвкавост при избора на напрежение. Неизправност в една фаза, би задействала съответната ѝ защита (предпазител или прекъсвач) и не би имала ефект върху другите фази или товари. Пример за приложение е местното разпределение в Европа, където всеки потребител може да използва само една фаза и нула. Когато група потребители, използващи една и съща нула, черпят различен фазов ток, общата нула пренася тока, който представлява разликата от този дисбаланс. Електроинженерите се опитват да проектират системите така, че товарите да са максимално балансирани в помещенията, където се използва трифазен ток. Същият принцип важи и за широкото разпределение на електричество до отделни помещения. Разпределителните дружества се стремят към максимално балансиран товар при захранване, като в същото време разпределят енергията по три фази до голям брой помещения.
За домашни нужди някои страни като Великобритания могат да предоставят фаза и нула с по-висок ток (до 100А) към дадена собственост, докато други като Германия могат да доставят три фази и нула до всеки клиент, но с по-ниска граница за големина на тока (обикновено до 32А за фаза).
В Северна Америка понякога се използва такова делта захранване, при което едната захранваща намотка на делта-свързан трансформатор се избира за централна, заземява се и се свързва като нула, както е показано на картинката. Тази инсталация произвежда три различни напрежения. Ако напрежението между центъра (нула) и коя да е от двете съседни фази е 120V, напрежението междуфазовото напрежение е 240V. Обикновено делта-свързано захранване се използва за големи мотори, изискващи въртящо се магнитно поле.

## Балансирани вериги
В идеалния случай всички три линии имат еднакъв товар. Изследвайки веригите може да се изведе връзка между линейните напрежение и ток и напрежението и тока на товар, свързан на делта или звезда.
В една балансирана система всяка линия би произвеждала еднакво напрежение с фазови ъгли, които са наравно отдалечени един от друг. С V1 като отправна точка и V3, което изостава зад V2, което изостава зад V1, имаме:
{\displaystyle V_{1}=V_{\text{LN}}\angle 0^{\circ },}
{\displaystyle V_{2}=V_{\text{LN}}\angle {-120}^{\circ },}
{\displaystyle V_{3}=V_{\text{LN}}\angle {+120}^{\circ }.}
Тези напрежения захранват товар, свързан на делта или звезда.

### Звезда (Y)
Vab = (1∠α – 1∠α + 120°) 
= 31/2|V|∠α + 30°
Vca = 31/2|V|∠α + 150°
(α = 0 в случая)
Напрежението у товара зависи от свързването му. За свързване тип звезда, свързването на товар към фаза ни дава:
{\displaystyle I_{1}={\frac {V_{1}}{|Z_{\text{вс}}|}}\angle (-\theta ),}
{\displaystyle I_{2}={\frac {V_{2}}{|Z_{\text{вс}}|}}\angle (-120^{\circ }-\theta ),}
{\displaystyle I_{3}={\frac {V_{3}}{|Z_{\text{вс}}|}}\angle (120^{\circ }-\theta ),}
, където Ztotal е сумата на линейния и товарния импеданс (Zвс = ZLN + ZY), и θ е фазата на общия импеданс (Zвс).
Разликата във фазовите ъгли между напрежението и тока на всяка фаза не е винаги е 0 и е не зависи от вида на товарния импеданс, Zy. Индуктивните и капацитивните товари биха предизвикали тока да изостава или напредва, в сравнение с напрежението. Обаче, относителният фазов ъгъл между всяка двойка линии (1 към 2, 2 към 3, и 3 към 1) все още би бил 120°.
Използвайки първия закон на Кирхоф за неутралния възел, сумата на трите тока е равна на тока в неутралната линия. В балансирания случай:
{\displaystyle I_{1}+I_{2}+I_{3}=I_{\text{N}}=0.}

### Делта (Δ)
При делта веригите товарите са свързани между линиите:
{\displaystyle {\begin{aligned}V_{12}&=V_{1}-V_{2}=(V_{\text{LN}}\angle 0^{\circ })-(V_{\text{LN}}\angle {-120}^{\circ })\\&={\sqrt {3}}V_{\text{LN}}\angle 30^{\circ }={\sqrt {3}}V_{1}\angle (\phi _{V_{1}}+30^{\circ }),\\V_{23}&=V_{2}-V_{3}=(V_{\text{LN}}\angle {-120}^{\circ })-(V_{\text{LN}}\angle 120^{\circ })\\&={\sqrt {3}}V_{\text{LN}}\angle {-90}^{\circ }={\sqrt {3}}V_{2}\angle (\phi _{V_{2}}+30^{\circ }),\\V_{31}&=V_{3}-V_{1}=(V_{\text{LN}}\angle 120^{\circ })-(V_{\text{LN}}\angle 0^{\circ })\\&={\sqrt {3}}V_{\text{LN}}\angle 150^{\circ }={\sqrt {3}}V_{3}\angle (\phi _{V_{3}}+30^{\circ }).\\\end{aligned}}}
(Φv1 е фазовото отместване за първото напрежение, обикновено прието да е 0°. В случая Φv2 = -120° и Φv3 = -240° или 120°)
Също така:
{\displaystyle I_{12}={\frac {V_{12}}{|Z_{\Delta }|}}\angle (30^{\circ }-\theta ),}
{\displaystyle I_{23}={\frac {V_{23}}{|Z_{\Delta }|}}\angle (-90^{\circ }-\theta ),}
{\displaystyle I_{31}={\frac {V_{31}}{|Z_{\Delta }|}}\angle (150^{\circ }-\theta ),}
, където θ е фазата на делта импеданса (ZΔ).
Относителните ъгли се запазват, така че I31 изостава след I23, който изостава след I12 на 120°. Изчислението на линейните токове, използвайки закона на Кирхоф за всеки делта възел ни дава:
{\displaystyle {\begin{aligned}I_{1}&=I_{12}-I_{31}=I_{12}-I_{12}\angle 120^{\circ }\\&={\sqrt {3}}I_{12}\angle (\phi _{I_{12}}-30^{\circ })={\sqrt {3}}I_{12}\angle (-\theta )\end{aligned}}}
и по подобен начин за всяка друга линия:
{\displaystyle I_{2}={\sqrt {3}}I_{23}\angle (\phi _{I_{23}}-30^{\circ })={\sqrt {3}}I_{23}\angle (-120^{\circ }-\theta ),}
{\displaystyle I_{3}={\sqrt {3}}I_{31}\angle (\phi _{I_{31}}-30^{\circ })={\sqrt {3}}I_{31}\angle (120^{\circ }-\theta ),}
, където θ е фазата на делта импеданса (ZΔ).
Ia = Iab – Ica = 31/2Iab∠-30°
Ib = Ibc – Iab
Ic = Ica – Ibc
Общата пренесена мощност е 
S3Φ = 3VфазаI*фаза
Разликата между две фазови напрежения ни дава линейно напрежение, което е по-голямо 31/2 пъти. Когато товар, свързан на делта се свърже към фазите на трансформатор, той предоставя линейно напрежение, което е 31/2 пъти по-голямо от фазовото напрежение, което се предоставя при свързването тип звезда. Тъй като пренесената мощност е V2/Z, импедансът в делта конфигурацията трябва да е 3 пъти по-голям от този, който би бил при звездна конфигурация за същата мощност.

## Монофазни товари
Монофазните товари могат да се свързват между кои да е две фази или между фаза или нула. Разпределението на монофазни товари по фазите на трифазна система балансира товара и допринася с най-икономичното използване на проводници и трансформатори.
В симетрична трифазна система, свързана на звезда, трите проводника имат едно и също напрежение към нулата. Линейното напрежение между проводниците е √3 пъти по-високо от фазовото напрежение:
{\displaystyle V_{\text{LL}}={\sqrt {3}}V_{\text{LN}}.}
Токовете, които се връщат от потребителските помещения към захранващия трансформатор, ползват обща нула. Ако товарите са разномерно разпределени по трите фази, сумата от връщащите се токове в нулата е приблизително равна на нула. Всеки небалансиран товар би използвал неефективно капацитета на трансформатора.
Ако захранващата нула е неизправна, фазовото напрежение не може да се поддържа. Фазите с по-голям относителен заряд биха изпитали понижено напрежение, а фазите с по-малък относителен заряд биха изпитали завишено напрежение, достигащо линейно.
Тъй като √3 ≈ 1,73, определянето на VLN като 100% ни дава VLL ≈ 100% × 1,73 = 173%. Ако се приеме, че VLL е 100%, тогава VLN ≈ 57,7%.

### Небалансирани товари
Когато токовете на трите проводника на трифазна система не са равни или не са с фазова разлика от 120°, загубите в мощността са по-високи от тези на балансирана система. За анализа на небалансирани системи се използва метода на симетричните съставящи.

### Нелинейни товари
При линейните товари, нулата пренася ток, вследствие на дисбаланс между фазите. Устройства като импулсни стабилизатори на напрежение, компютри, офис оборудване и други пораждат хармоници от трети ред, които са във фаза с всички захранващи фази. Такива хармоници добавят ток към нулата в звездна система, което може да накара тока в нулата да превиши фазовия ток.

## Трифазни товари
Важен вид трифазен товар е електрическия мотор. Трифазният асинхронен двигател има прост дизайн, голям въртящ момент при пускане и висока ефективност като такива мотори се използват в промишлеността за различни цели. Трифазният мотор е по-компактен и по-евтин от монофазен мотор, работещ на същото напрежение, така че монофазните мотори над 10 к.с. (7.5 kW) са слабо разпространени. Трифазните мотори също така имат по-малко вибрации и съответно работят по-дълго, отколкото монофазните мотори.
Нагряващите се товари, като например електрически бойлери или отопление за помещения, могат да се свързват към трифазни системи. Възможно е и захранването на осветителни тела. Трепкането на линейната честота при осветлението може да е пагубно за високоскоростните камери, използвани в спорта за повторения на забавен каданс. То може да се намали, като равномерно се разпредели линейната честота между трите фази в осветлението, така че осветения район да се осветява от трите фази. Тази техника се използва успешно на Летните олимпийски игри през 2008 г.
Токоизправителите могат да използват трифазен източник на електроенергия за да произведат шест-импулсен постоянен изход. Изходът на такива изправители е много по-гладък, отколкото при изправителите с монофазно захранване, и не спада до нула между импулсите. Такива токоизправители могат да се използват за зареждане на батерии, електролитни процеси (например производството на алуминий) или за функционирането на постояннотокови мотори. Друг вид трифазен товар са електросъпротивителните пещи, които се използват в обработката на метали.
В много европейски държави електрическите печки обикновено се проектират за трифазно захранване. Единичните нагревателни елементи често се включват между фаза и нула, за да може да се използва монофазна верига, ако трифазна не е налична.
Други трифазни товари в бита могат да са инстантните бойлери и топлинните акумулатори. В Европа е стандартизирано номиналното фазово напрежение от 230V. Повечето жилища се захранват от трифазен уличен трансформатор, така че отделните помещения с наднормено потребление да могат да използват втора или трета връзка.

## Фазови преобразуватели
Фазовите преобразуватели се използват, когато трифазно оборудване трябва да работи с монофазен източник. Често се прилагат, когато трифазно захранване не е налично или рентабилно. Такива преобразуватели могат да позволят на честотата да се променя, разрешавайки контрол над скоростта. Някои локомотиви използват монофазен източник за да подкарват трифазни мотори чрез електронно управление.
Ротационен преобразувател може да бъде трифазен мотор със специално начално подреждане и поправка на фактора на мощността, което поражда балансирани трифазови напрежения. При правилно проектиране тези роторни преобразуватели могат да позволят задоволителното функциониране на трифазен мотор, свързан към монофазен източник. В едно такова устройство съхранението на енергията се изпълнява от инерцията на въртящите се елементи. Понякога се добавя външен маховик към края на вала.
Трифазен генератор може да бъде захранван от монофазен мотор. Тази комбинация мотор-генератор може да породи промена на честотата, както и преобразуване на фазата, но изисква две машини с всичките им разходи и загуби. Методът мотор-генератор може да образува непрекъсваемо захранване, когато се използва в съчетание с голям маховик и постояннотоков мотор с батерийно захранване за наистина постоянен поток на енергията.
Кондензаторите и автотрансформаторите могат да се използват за приближение на трифазна система в статичен фазов преобразувател, но напрежението и фазовият ъгъл на допълнителната фаза биха били полезни само за определени товари.
Честотните регулатори и цифровите фазови преобразуватели използват силови електронни устройства за да произвеждат балансирано трифазно захранване от монофазен вход.

## Цветови кодове
Проводниците на трифазните системи обикновено се идентифицират по цветови код, за да се осигури балансирано натоварване и правилното въртене на фазата на моторите. Използваните цветове могат да спазват стандарта IEC 60445, по-стари стандарти или никакви стандати и могат да се различават даже в една и съща инсталация.
| Страна | L1                   | L2                                  | L3                  | Нула              | Земя                                              |
| --- | -------------------- | ----------------------------------- | ------------------- | ----------------- | ------------------------------------------------- |
| Австралия и Нова Зеландия | Червено (или кафяво) | Бяло (или черно) (в миналото жълто) | Тъмносиньо или сиво | Черно (или синьо) | Зелено/жълто на ивици (зелено в стари инсталации) |
| Канада (задължителни) | Червено              | Черно                               | Синьо               | Бяло или сиво     | Зелено, зелено/жълто на ивици                     |
| Канада (отделни системи) | Оранжево             | Кафяво                              | Жълто               | Бяло или сиво     | Зелено или зелено/жълто на ивици                  |
| Европейски съюз и всички страни, които използват стандартите на CENELEC от април 2004 г. (IEC 60446): Великобритания, Хонконг, Сингапур, Русия, Украйна, Беларус, Казахстан, Аржентина | Кафяво               | Черно                               | Сиво                | Синьо             | Зелено/жълто на ивици                             |
| Стари европейски (преди IEC 60446, различни според страната) | Червено              | Жълто                               | Синьо               | Черно             | Зелено/жълто на ивици (зелено преди 1970 г.)      |
| Великобритания преди април 2006 г., Хонконг преди април 2009 г., Сингапур преди февруари 2011 г., Малайзия, ЮАР                                                                        | Червено              | Жълто                               | Синьо               | Черно             | Зелено/жълто на ивици (зелено преди 1970 г.)      |
| Индия | Червено              | Жълто                               | Синьо               | Черно             | Зелено/жълто на ивици или зелено                  |
| Бившите страни от СССР преди 2009 г., Китай | Жълто                | Зелено                              | Червено             | Небесносиньо      | Зелено/жълто на ивици                             |
| Норвегия | Черно                | Бяло/сиво                           | Кафяво              | Синьо             | Зелено/жълто на ивици (жълто в стари инсталации)  |
| САЩ (обща практика) | Черно                | Червено                             | Синьо               | Бяло/сиво         | Зелено/жълто на ивици                             |
| САЩ (алтернативна практика) | Кафяво               | Оранжево (при свързване на делта)   | Жълто               | Бяло/сиво         | Зелено                                            |
| САЩ (алтернативна практика) | Кафяво               | Виолетово (при свързване на звезда) | Жълто               | Бяло/сиво         | Зелено                                            |